# BeFour
beFour' je četveročlani njemački sastav, koji je početkom 2007. godine postao poznat kroz emisiju beFour: Das Star-Tagebuch, koja se imitirala na SuperRTLu i njihovog prvog singla Magic Melody.

## Povijest sastava

### Osnivanje
U travnju 2007. godine se Angel prijavio na natjecanje Westdeutschen Hip-Hop Meisterschaft (Zapadno njemačko Hip-Hop natjecanje), gdje je sa svojim plesnim partnerom pobijedio. U to je vrijeme glazbeni producent Christian Geller bio u potrazi za sastavom za njemački televizijski program SuperRTL. Zbog pobjede na natjecanju Angel je dobio pozornost i predstavio mu koncepte, on je prihvatio. Ubrzo nakon toga Angel je došao sa svojim prijateljima Manou, Alinom i Danom u studio Christiana Gellera, nakon nekoliko plesnih-demo demonstracija su osnovali sastav. U svibnju 2007. godine svi su se preselili u isti stanu u Kölnu.

### 2007.
Prva tri mjeseca nakon osnivanja na SuperRTLu su prikazivali emisiju beFour: Das Star-Tagebuch, u kojoj su po danu izdvojili 5 minuta iz života sastava. Osim snimanja pjesma za prvi album bila su važna i fotografiranja, učenje plesa i snimanja videa. Nakon objavljivanja albuma All 4 one i singla "Magic Melody", prerada pjesme Rukia Vverha "Pesenka", koju su producirali Christian Geller i Adam Bernau, sljedili su nastupi i autogram sesije u cijeloj Njemačkoj. Objavljena su daljni promocijalni singlovi kap "How Do You Do?" i "Little, Little Love". Prvi veliki nastup imali su 31. kolovoza na The Domeu 43 u Hamburgu. U sklopu SuperRTLove emisije Die ultimative Chartsshow dobili su platinastu nakladu za njihov album All 4 One. Osim toga su objavili DVD beFour - Der Film! .
Već u rujnu 2007. godine počela je produkcija drugog studijskog albuma, Hand In Hand – The Winter Album, koji je izašao 17. studenog 2007. godine. Glazbeni video za jedini singl s albuma "Hand In Hand" snimljen je u Phantasialandu.

### 2008.
U ožujku su objavili treći studijski album, We Stand United. Jedini singl "Live Your Dream" je bio i ujedno soundtrack za animirani film Horton hört ein Hu!. U ljetu se počela emitirati druga sezona Star-Tagebucha, koja je kao i prva sezona sadržavala preko 90 emisija. U lipnju su počeli s prvom konecrtnom turnejom, We Stand United-Tour. U listopadu je izašlo ponovno izdanje albuma  Hand In Hand - The Winter Album, i na službenoj stranici su potrvrdili da rade na novom albumu. Obožavatelji su mogli glasata na njihovoj stranici kako će se album zvati, odlučili su se za ime Friends 4 Ever

### 2009.
16. siječnja 2009. godine objavili su singl "No Limit" koja je obrada od nizozemske grupe 2 Unlimited, video za "No Limit" snimili su u jednoj berlinskoj kuglani. Četvri studijski album Friends 4 Ever izašao je 6. veljače, album je također bio objavljen kao limitirano izdanje. Drugi singl "Ding-A-Dong" koji je izašao 17. travnja našao se samo na 61. mjestu njemačke glazbene ljestvice, a nije se našao na austrijskoj i švicarskoj glazbenoj ljestvici.

## Diskografija

### Albumi
| Godina | Naziv                           | Pozicija na ljestvici | Pozicija na ljestvici | Pozicija na ljestvici | Komentar                                                            |
| Godina | Naziv                           | DE                    | AT                    | CH                    | Komentar                                                            |
| ------ | ------------------------------- | --------------------- | --------------------- | --------------------- | ------------------------------------------------------------------- |
| 2007   | All 4 One                       | 1                     | 2                     | 1                     | Objavljenje: 13 .srpnja 2007 Prodaja: +200.000 (Platinasta naklada) |
| 2007   | Hand in Hand - The Winter Album | 10                    | 3                     | 13                    | Objavljenje: 16. studenog 2007 Prodaja: +100.000 (Zlatna naklada)   |
| 2008   | We Stand United                 | 10                    | 4                     | 10                    | Objavljenje: 18. travnja2008 Prodaja: +100.000 (Zlatna naklada)     |
| 2009   | Friends 4 Ever                  | 7                     | 6                     | 9                     | Objavljenje: 6. veljače 2009                                        |

### Singlovi
| Godina | Naziv                                                 | Pozicija na ljestvici | Pozicija na ljestvici | Pozicija na ljestvici | Komentar                       |
| Godina | Naziv                                                 | DE                    | AT                    | CH                    | Komentar                       |
| ------ | ----------------------------------------------------- | --------------------- | --------------------- | --------------------- | ------------------------------ |
| 2007   | Magic Melody (Album: All 4 One)                       | 16                    | 11                    | 14                    | Objavljeno: 15. lipnja 2007    |
| 2007   | How Do You Do? / All 4 One (Album: All 4 One)         | 12                    | 5                     | 11                    | Objavljeno: 10. kolovoza 2007. |
| 2007   | Little, Little Love (Album: All 4 One)                | 27                    | 30                    | 27                    | Objavljeno: 14. rujna 2007.    |
| 2007   | Hand in Hand (Album: Hand in Hand - The Winter Album) | 27                    | 8                     | 73                    | Objavljeno: 9. studenog 2007.  |
| 2008   | Live Your Dream (Album: We Stand United)              | 16                    | 17                    | 29                    | Objavljeno: 14. ožujka 2008.   |
| 2009   | No Limit (Album: Friends 4 Ever)                      | 21                    | 13                    | 29                    | Objavljeno: 16. siječnja 2009. |
| 2009   | Ding-A-Dong (Album: Friends 4 Ever)                   | 61                    | -                     | -                     | Objavljeno: 17. travnja 2009.  |